# ТЕС Бангкок-Південь
13°37′4″ пн. ш. 100°33′41″ сх. д. / 13.61778° пн. ш. 100.56139° сх. д.
ТЕС Бангкок-Південь – теплова електростанція, розташована на південно-західній околиці столиці Таїланду Бангкока. 
У 1971 та 1972 роках на майданчику станції стали до ладу два конденсаційні блоки потужністю по 200 МВт, а у 1974, 1975 та 1978 роках їх доповнили три конденсаційні блоки з показниками по 300 МВт. 
В 1980-му ТЕС доповнили чотирма встановленими на роботу у відкритому циклі газовими турбінами, які призначались для покриття пікових навантажень. Втім, невдовзі їх перемістили звідси, так, відомо, що в 1983, 1984 та 1985 роках на ТЕС Лан-Крабу встановили турбіни, які раніше носили на ТЕС Бангкок-Південь номери 3, 2 та 4 відповідно.
В 1994 році на майданчику станції ввели в дію перший парогазовий блок потужністю 300 МВт, в якому дві газові турбіни живили через відповідну кількість котлів-утилізаторів одну парову турбіну. 
1998-го став до ладу другий парогазовий блок з показником 562 МВт, в якому дві газові турбіни потужністю по 202 МВт живили через відповідну кількість котлів-утилізаторів одну парову турбіну. 
Третій парогазовий блок потужністю 710 МВт ввели в експлуатацію у 2009-му. Він так само має дві газові турбіни з показниками по 246 МВт, два котла-утилізатора та парову турбіну потужністю 275,6 МВт.
Нарешті, в 2020-му на ТЕС Бангкок-Південь стала до ладу парогазова черга 4, що складається із двох однотипних блоків потужністю по 610 МВт. Кожен з них має одну газову турбіну, один котел-утилізатор, одну парову турбіну та один генератор.
Із появою нових енергоблоків старі потужності виводили з експлуатації, тому станом на початок 2020-х років в роботі залишались лише парогазові блоки 2, 3 та 4 загальною потужністю 2492 МВт. При цьому блоки парогазової черги 4 звели на місце повністю демонтованих конденсаційних блоків.
Первісно ТЕС використовувала нафтопродукти. Втім, у 1982-му став до ладу трубопровід Бангпаконг – Бангкок-Південь, через який подали ресурс офшорних газових родовищ Сіамської затоки. Саме блакитне паливо стало основним для всіх нових блоків, крім того, на нього перевели конденсаційні блок 3, 4 та 5. З 2007-го в район ТЕС також вивели газопровід RA6 – Бангкок-Південь, через який стало можливим надходження ресурсу м’янмарського походження.
Власником станції є державна електроенергетична корпорація Electric Generating Authority of Thailand (EGAT).